# Águas de Lindóia (kommun)
Águas de Lindóia är en kommun i Brasilien.   Den ligger i delstaten São Paulo, i den sydöstra delen av landet, 800 km söder om huvudstaden Brasília. Antalet invånare är 17 261.
Följande samhällen finns i Águas de Lindóia:
- Águas de Lindóia

Omgivningarna runt Águas de Lindóia är huvudsakligen savann. Runt Águas de Lindóia är det ganska tätbefolkat, med 72 invånare per kvadratkilometer.